# Бігуни (Кривий Ріг)
Бігуни — загальна назва малолітніх кримінальних угрупувань або субкультур, що діяли в Кривому Розі в 1985—1995 роках.
Загалом за цей час в кримінальних заворушеннях загинуло близько 30 та було поранено понад 1 500 дітей. За деякими даними загиблих було близько 300.

## Назва та субкультура
Біг був тактикою бою підлітків — вони бігли групою, кидали гранати, використовували зброю і просто зносили все на своєму шляху.
Угрупування обрали своїм гімном пісню гурту «Ласковый май» — «Белые розы» (укр. Білі троянди). Була і своя траурна пісня — поминали своїх загиблих «в бігах» товаришів члени угрупувань теж під одну певну композицію групи «Status Quo» — «In The Army Now» (укр. Тепер ти в армії). Під час виконання цієї пісні на танцмайданчику потрібно було стати в коло, і, опустивши голови, тупцювати на місці. Угрупування оголошували одне одному війну за допомогою зенітних гармат часів війни, які стояли на березі водойми на меморіальному постаменті. Наприклад, якщо вранці ви бачите, що стовбур зенітки дивився в бік Зарічного, значить, угруповання КРЕС оголосила йому війну. Якщо зенітка повернена в сторону КРЕС, значить, війна з боку Зарічного. Якщо дуло опущене вниз, оголошено тимчасове перемир'я і можна не переживати за своїх близьких.
Це була ціла субкультура та філософія. «Бігуни» об'єднувалися в загони за територіальною ознакою, створювали свої закони, форму, атрибутику, статут. Залежно від місця проживання кожне з угрупувань носила горду назву «бики», «коні», «голубці», «вокзальні». У загони входили «старшаки» (юнаки 17-18 років), «малолітки» (15-16 років), «мультики» (14-15 років) і наймолодші «пупси» (12-13 років). Вікові групи ділилися на «шістки», на чолі яких стояли «авторитети». Всією ж цією системою керував лідер — «кермо». Були в угрупуваннях і свої «менти», завданням яких було виявляти зрадників, які здавали «бігунів» міліціонерами чи «бігунам» з ворожих угрупувань. А от зі зрадниками тут вирішували усе ще жорстокіше — їх вивозили за місто і катували, а потім вбивали. Ті, хто чудом рятувалися потім по 2-3 рази змінювали місце проживання і роками жили у страху, що їх знайдуть.
Згодом рух «омолодили» — віковий поріг не перевищував 16 років. Часто впізнати «бігуна» можна було по головному убору типу «кепка-аеродром». Популярними були і ремені з пряжками «Rifle» — причому хлопці, які не перебувають в угрупованні, не мали права носити подібні атрибути. А тих, хто не поважав цей неписаний закон, били просто на вулиці.
Якщо хтось хотів приєднатися до угрупування, його кандидатуру обговорювали на загальних зборах, які зазвичай проходили за гаражами або в дитячих садах вечорами. Кандидат повинен був проявити себе в першому бойовому хрещенні. Від нього вимагалося зайти на територію ворога і зробити «диверсію» — вистрілити противнику в сідницю або в ногу і втекти. За новеньким спостерігали і в бою. Дані про хід бою надавав «кадебіст» — підліток, який аналізував бій з боку, не маючи права в ньому брати участь. Після бою проходив розбір польотів і підводився підсумок: хто був боягузом не міг вступити в ряди «бігунів» і його з соромом виганяли. «Достойні» же навпаки поповнювали ряди угрупування.
Під час обов'язкових зборів раз на тиждень старші члени угрупування пили горілку, а «малоліткам» дозволялося випити трохи пива. Також вони багато тренувались та робили зброю. «Бігуни» навіть створювали спортивні зали, адже пріоритетом було добра спортивна форма бійця.

## Історія
У 1980—1990-ті роки Кривий Ріг був епіцентром підліткових війн. В цей час на вулицях міста коїлися страшні речі, від діянь «бігунів» помирали люди. У місті ворогували декілька районів. Але на початку їх серйозно не сприймали, поки точкою відліку не стала ситуація, коли в жовтні 1987 року на дискотеці в Саксаганському районі загинув школяр (в нього кинули гранату, і йому просто розірвало нутрощі). Оперативники були спантеличені таким новим віянням у кримінальному світі, адже 14 річних дітей з пістолетами не можна було офіційно притягнути до кримінальної відповідальності. А коли захотіли діяти, було пізно.
У місті одночасно діяли 15-25 угруповань. І в кожному могло бути більше тисячі чоловік (якщо брати до уваги тих, хто надавав інформацію, та опосередковано брав участь у житті угрупування). Тільки в одному Саксаганському райвідділі міліції на обліку перебувало 800 осіб. Якщо підліток не «бігав» сам, він зберігав або виготовляв зброю, або доставляв зброю до місць «відпочинку» та діяльності угрупування.
Також у бандах були і дівчата. Вони допомагали «бігунам» — проносили, наприклад, в бюстгальтерах пістолети і патрони на дискотеку. Багато зброї виготовлялося самостійно — наприклад, спеціальні мідні трубки стріляли не гірше нарізної гвинтівки іжевського виробництва. «Самопали» начинялись дробом і цвяхами. Найстрашнішу зброю створили «бігуни» Жовтневого району — вони прив'язували до запобіжника ковані гачки — трійники для лову великої риби. Потрапивши на одяг противника, запалена «граната» перетворювала його в камікадзе, оскільки зірвати рибальський гачок було просто неможливо. За оцінками експертів, такі самопальні пристрої було потужнішими, ніж гранати Ф-1 в півтора рази. Такі «гранати» завдавали дуже тяжкі каліцтва, відривали кисті, вибивали очі.
Угруповання фінансувалися за рахунок поборів з школярів і учнів технікумів і профтехучилищ. Кожен повинен був щодня віддати виданий батьками рубль на обід представнику місцевого угрупування, заплатити таким чином данину, аби не мати потім проблем. Грошей було багато, і їх витрачали на лікування поранених і похорони загиблих. Коли в квартиру до батьків покійного «бігуна» приходила 12-річна дитина і викладала на стіл «матеріальну допомогу» від угрупування — дві-три тисячі радянських карбованців, у родичів просто відбирало мову.
Якщо «бігуни» і потрапляли в тюрму, то в основному сиділи по 206 статті частина 3 — за хуліганство. На зоні таких хлопців називали «Бакланами» і дуже не поважали, адже їхні діянні були позбавлені користі, а в кримінальному середовищі це вважалося великою дурістю. У 1991 році після проголошення незалежності в Україні були значно збільшено штати правоохоронних органів. Це дало можливість посилити контроль за молодіжними угрупуваннями.
4 листопада 1992 року стало переломним моментом в підліткової війні. У той день «бігуни» вперше напали на міліцію. А міліція в свою чергу вперше за всі ці роки, як міру крайньої необхідності застосувала зброю. Зустрілися 21 підліток і троє міліціонерів, один з них зброї не мав. Під час перестрілки було поранено 18-річного «бігуна», а його 14-річний «колега» загинув. Для Кривого Рогу це був шок, але місто було настільки виснажене війною і діяннями «бігунів», що усі жителі ледь не одноголосно стали на бік міліції.
Були і спалахи громадянської свідомості — у мікрорайоні Сонячний найбільше в місті угруповання розігнали хлопці цього ж району, які повернулися з армії. Вони не давали малоліткам збиратися, переслідували їх буквально по п'ятах. Потім ряди угрупувань почали зменшуватись — деякі вирішили, що замість того, аби стріляти одне в одного, краще піти на базар і заробити. Найкмітливіші поспішили піти в дрібний бізнес, зайнятися рекетом або засісти за підручники, щоб вступити до престижного вузу. Масово почати з'являтися у Кривому Розі літні кафе, бари і дискотеки, і «бігуни» стали «культурно» відпочивати. Багатьох «бігунів» від тюрми врятувала армія. Остаточно у 1993 році бої пішли на спад. Навесні 1995 року «біг» як форма самовираження підлітків припинили своє існування.